# Betty Neels

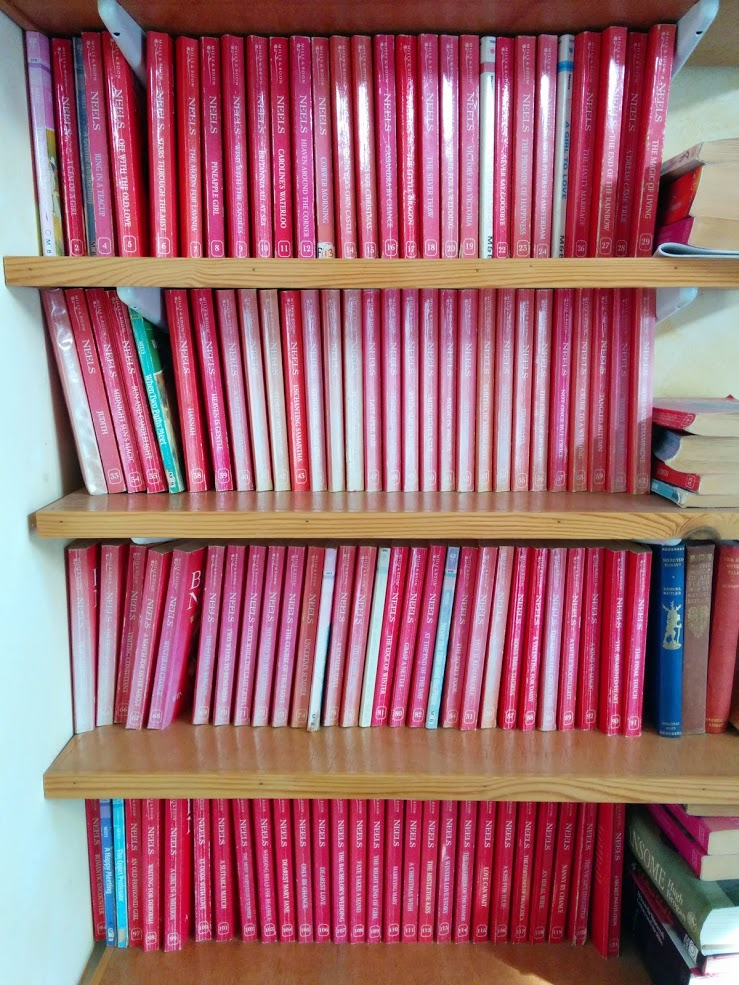
Collection de romans de Betty Neels.

Betty Neels (née le 15 septembre 1910 à Devon, Angleterre - décédée le 7 juin 2001 en Angleterre) est une romancière britannique spécialisée dans les romans d'amour.

### Œuvres
- Au bon plaisir de l'ogre
- Sur les glaces d'Amsterdam
- Un fragile destin
- Le cinquième jour de Noël
- Une douce conspiration
- C'est toi que j'attendais
- Hannah
- ...et chasser les nuages
- En suivant l'arc-en-ciel
- Le temps d'une averse
- Les violons d'avril
- ...et décrocher la lune
- Un rêve teinté de brume
- Sur vos paupières closes
- Si l'amour sen mêle...
- Sage Sabrina
- Un mariage incertain
- Toute une vie avec vous
- Garde-moi pour toujours
- À l'aube de notre amour
- Soumise à ton destin
- Si la magie existe...
- Ni le moment, ni l'endroit
- Un jour de pluie, à Amsterdam
- Le visiteur de l'aube
- Suzannah et la vraie vie
- Le choix du destin
- Amoureuse d'un chirurgien

### Anthologies
- Le plus beau des défis / Les secrets d'un médecin
- L'énigme de l'amour / Romance au clair de lune
- L'héritage du Dr Davenport / Les soupçons d'un amoureux
- Marions-nous Flora ! / Les amours de Béatrice
- Les soupçons d'un amoureux / L'héritage du Dr Davenport
- L'étrange proposition du Dr Kempler / Médecins en Tanzanie
- Les rêves d'Ophélie / Un médecin trop charmeur
- L'amour révélé / La clinique de la deuxième chance
- Un cœur dans la tourmente / La trahison du Dr McGregor
- Rendez-vous d'automne / Conflits aux urgences
- Le prix du bonheur / Une erreur de diagnostic
- Un patient difficile / Par la magie d'une rencontre
- A cœur ouvert / Un paradis pour une infirmière
- Comme une femme amoureuse / Un médecin en exil
- L'amitié d'un médecin / Mariage de maison
- La proposition de Noël / Un médecin inaccessible / Un mariage d'amour
- Un ami de la famille / Rivaux à Singapour
- Sûre de l'aimer / Souvenirs d'un bel été